# Абдуллаев, Абдулкадир Абдулла оглы
Абдулкадир Абдулла оглы Абдуллаев (азерб. Abdulqədir Abdulla oğlu Abdullayev; с. Акуша, Дагестанская АССР, СССР) — азербайджанский боксёр даргинского происхождения, победитель Европейских игр 2015 года в Баку и бронзовый призёр чемпионата мира 2015 года в Дохе. Выступил за Азербайджан на летних Олимпийских играх 2016 года в Рио-де-Жанейро.
27 июня 2015 года на первых Европейских играх, проходивших в Баку Абдулкадир Абдуллаев в весовой категории до 91 кг завоевал золотую медаль. 29 июня Президент Азербайджана Ильхам Алиев подписал распоряжения о награждении победителей первых Европейских игр и лиц, внёсших большой вклад в развитие спорта в Азербайджане. Абдуллаев за большие достижения на первых Европейских играх и заслуги в развитии спорта в Азербайджане был удостоен ордена «Слава».
В октябре 2015 года на чемпионате мира в столице Катара Дохе Абдулкадир Абдуллаев завоевал бронзовую медаль в весовой категории до 91 кг, проиграв в полуфинале Эрисланди Савону из Кубы.